# 4283 Stoffler
4283 Stoffler је астероид главног астероидног појаса чија средња удаљеност од Сунца износи 2,352 астрономских јединица (АЈ).
Апсолутна магнитуда астероида је 12,6.